# Emmanuel Lenain
Pour les articles homonymes, voir Lenain.
 (mars 2020).
Emmanuel Lenain, né le 27 mars 1970, est un diplomate français. Il est ambassadeur de France au Brésil depuis septembre 2023.

## Biographie

### Formation
Il est diplômé de Sciences Po Paris, de l'ESSEC, et de l’ÉNA[réf. souhaitée].

### Vie professionnelle
Emmanuel Lenain, en parallèle à sa carrière diplomatique, enseigne les relations internationales à Sciences Po et exerce comme expert pour la Carnegie commission on preventing deadly conflict [réf. souhaitée].

#### Nations Unies
Après ses études, Emmanuel Lenain entre en 1997 à la direction des Nations unies et des organisations internationales.
Concernant la guerre du Kosovo: il supervise les négociations et l’implantation de la mission d'administration intérimaire des Nations unies au Kosovo, ce qui l'amène,
après l'intervention de l’OTAN à séjourner quelques mois à Pristina.

#### Mission permanente aux États-Unis
En 2000, il est nommé premier secrétaire à la Mission permanente de la France aux Nations unies à New York, où il suit les dossiers du conseil de sécurité, et écrit plusieurs résolutions, notamment celles qui fondent l'intervention internationale en Afghanistan. Il siège dans plusieurs des comités des sanctions et négocie la création du « comité 1267 », dispositif contre Al-Quaeda[réf. souhaitée].

#### Ambassade de France en Chine
En 2003, il devient conseiller politique à l’ambassade de France à Pékin. Il y suit la politique étrangère chinoise et coordonne les négociations autour de l'embargo européen sur l’armement ou les quotas sur le textile.

#### Cabinet du premier ministre en France
En 2005, il est appelé au cabinet de Dominique de Villepin, comme conseiller technique chargé des affaires multilatérales.

#### Ambassade de France aux États-Unis
En juillet 2007, il quitte Matignon et rejoint Washington comme porte-parole et chef du service de presse et de communication de l'ambassade de France aux États-Unis[réf. souhaitée].

#### Consulat général de France à Shanghai
De 2010 à 2015, Emmanuel Lenain est consul général de France à Shanghai
.
En 2015, il devient directeur pour l'Asie et l’Océanie au ministère français des Affaires étrangères
,
chargé de superviser l’action de la trentaine d’ambassades de France dans cette zone.
En 2017, il devient conseiller diplomatique du Premier ministre, Édouard Philippe
.

#### Ambassadeur en Inde
Le 28 aout 2019, Emmanuel Macron le nomme « ambassadeur extraordinaire et plénipotentiaire de la République française auprès de la République de l'Inde », poste où il succède à Alexandre Ziegler.

#### Ambassade au Brésil
En 2023, il est nommé ambassadeur de France au Brésil.

## Vie privée
Emmanuel Lenain, passionné de photographie argentique, figure dans les collections permanentes de la Maison européenne de la photographie (MEP).
Son épouse, Géraldine, est directrice internationale du département des arts asiatiques chez Christie’s. Elle publie en 2013 la première biographie de Ching Tsai Loo, le plus grand marchand d’art asiatique du XXe siècle
.
En 2018, elle est élue présidente de la Société des amis du musée Guimet
.